# Diego Laxalt
Diego Sebastián Laxalt Suárez (Montevideo, 7 de fevereiro de 1993) é um futebolista uruguaio que atua como meia ou lateral-esquerdo. Atualmente defende o Dínamo de Moscou.

## Carreira
Diego Laxalt fez parte do elenco da Seleção Uruguaia de Futebol sub-20 vice-campeã mundial em 2013 atuando junto a nomes como Nico López, Cristóforo, Guillermo Varela e De Arrascaeta. Fez parte também do elenco Celeste na Copa América de 2016.
Na Copa do Mundo de 2018, na Rússia, Laxalt foi convocado e começou no banco de reservas, porém no time do treinador Óscar Tabárez foi ganhando espaço, e atuou como titular em partidas importantes, inclusive na eliminação para a França, nas quartas de final.